# Feuille de Lierre
Feuille de Lierre est un groupe alsacien de Résistance, composé principalement de personnels de la Société alsacienne de constructions mécaniques (SACM) à Illkirch-Graffenstaden. Il a pour but de résister à la germanisation et la nazification de l'Alsace.
Le groupe prend comme emblème la feuille de lierre avec la devise « Toujours vert, toujours fidèle ».
Il est démantelé en juillet 1941 par les Allemands et ses membres sont internés au camp de sûreté de Vorbruck-Schirmeck. À leur sortie, ils sont incorporés de force dans le Reicharbeitsdienst (RAD) puis dans l'armée allemande.

## Le groupe
Le groupe choisit comme emblème une feuille de lierre verte sur fond jaune avec comme devise « Toujours verts, toujours fidèles ». Une carte de membre est dessinée par Edmond Erb. Elle porte, en plus de la devise, la mention « Honneur et Patrie ».
Les membres sont principalement du personnel de la Société alsacienne de constructions mécaniques d'Illkirch-Graffenstaden à proximité de Strasbourg. Ils sont répartis par équipe de trois pour garantir le cloisonnement. Mais cette précaution est mise à mal par le besoin de se regrouper pour certaines actions.
Certains membres participent aussi au groupe la Main noire. Xavier Nicole est l'agent de liaison entre les deux organisations qui coopèrent.

## Les actions
À l'initiative de Paul Staedel, le groupe crée une filière d'évasion. Le sabotage, les actions de propagandes comme l'inscription sur les murs de mentions comme « Vive la France », « Vive de Gaulle », de V ou de croix de Lorraine sont leurs activités principales.
En mai 1941, Xavier Nicole avec des camarades de Feuille de Lierre participe à la peinture des trois couleurs sur toutes les boîtes aux lettres de la Reichspost.
En prévision de futurs combats, le groupe cache des grenades à main qu'il récupère dans les forts de la région. Ils s'entraînent au bord de l'eau pour atténuer le bruit des explosions.

## Le démantèlement
Le 18 juillet 1941, la chute du groupe la Main noire entraîne celui de la Feuille de Lierre. En juillet 1941, Xavier Nicole, Edmond Erb, Louis Warth, Georges Muller, Bernard Mattern et René Walter sont arrêtés. Ils sont transférés au camp de sureté de Vorbruck-Schirmeck. Le 30 juillet, profitant d'une perquisition chez lui, Edmond Erb réussit à faire prévenir Paul Staedel et Albert Walter qui fuient par Ferrette (Haut-Rhin) et la Suisse. Antoine Alter et Fernand Bobbe sont arrêtés par les Allemands alors qu'ils tentaient de s'évader. Ils sont internés au camp de Vorbruck-Schirmeck.
Ils seront tous incorporés de force dans la Wehrmacht.

## L'histoire des membres du groupe
- Edmond Erb est né le 4 décembre 1922 à Illkirch-Graffenstaden (Bas-Rhin). Il est arrêté une première fois par la Gestapo le 28 juillet 1941 et transféré le 5 août 1941 au camp de sûreté de Vorbruck-Schirmeck. Il est libéré pour être incorporé de force au Reichsarbeitsdienst (RAD) du 17 octobre 1941 au 28 mars 1942. Il est arrêté de nouveau le 12 mars 1943 et envoyé au camp de sureté de Schirmeck, il en sort le 18 mai 1943 pour être incorporé de Force dans la Wehrmacht. Il est affecté au front de l'Est où il est fait prisonnier le 14 août 1944 en Lettonie par l'armée russe. Il est interné au camp de Tambow (Russie). Il est libéré le 15 octobre 1945.
- Louis Warth est né le 9 juin 1925 à Illkirch-Graffenstaden (Bas-Rhin). Après la défaite de 1940, il fait passer avec Edmond Erb la frontière aux prisonniers de guerre. Ils établissent des filières passant par Fouday (Bas-Rhin) et Ranrupt (Bas-Rhin). Quand Edmond Erb crée la Feuille de Lierre, il rejoint le groupe et participe à ses actions. Il est arrêté par la Gestapo le 28 juillet 1941. Il est interné au camp de Schirmeck le 6 août 1941. Il est libéré le 28 mars 1942. Il est déclaré inapte au service militaire et finit la guerre en travaillant à la Société Alsacienne de Construction Mécanique (SACM) d'Illkirch-Graffenstaden.
- Xavier Nicole, né le 17 août 1925 à Strasbourg, habite à Illkirch-Graffenstaden. Avant l'arrivée des Allemands, il fait franchir l'Ill à un maximum de soldats français. Par l'intermédiaire d'Edmond Erb il rejoint le groupe Feuille de Lierre. Il devient l'agent de liaison avec le groupe la Main noire qu'il connaît par l'intermédiaire de Lucien Entzmann[2]. Il est arrêté le 18 juillet 1941. Il est interné au camp de sureté de Schirmeck puis incorporé de force dans la Wehrmacht le 2 avril 1942. Il est fait prisonnier de guerre et interné dans un camp. Il revient en France en 1945.

- Paul Staedel, né le 2 novembre 1922 à Strasdbourg, est responsable de la filière d'évasion. Le 2 août 1941, il s'évade et rejoint le groupe Le Coq enchaîné à Vaulx-en-Velin près de Lyon en passant par la Suisse. Il revient combattre en Alsace en 1944 avec les Forces Françaises de l'Intérieur (FFI)[1].

### Les malgré-nous
- Georges Muller, Antoine Alter sont tués au front.
- Fernand Bobbe réussit à s'évader.
- Les autres malgré-nous sont internés dans des camps de prisonniers comme celui de Tambov en Russie[1].